# 브룩필드 플레이스 (뉴욕)

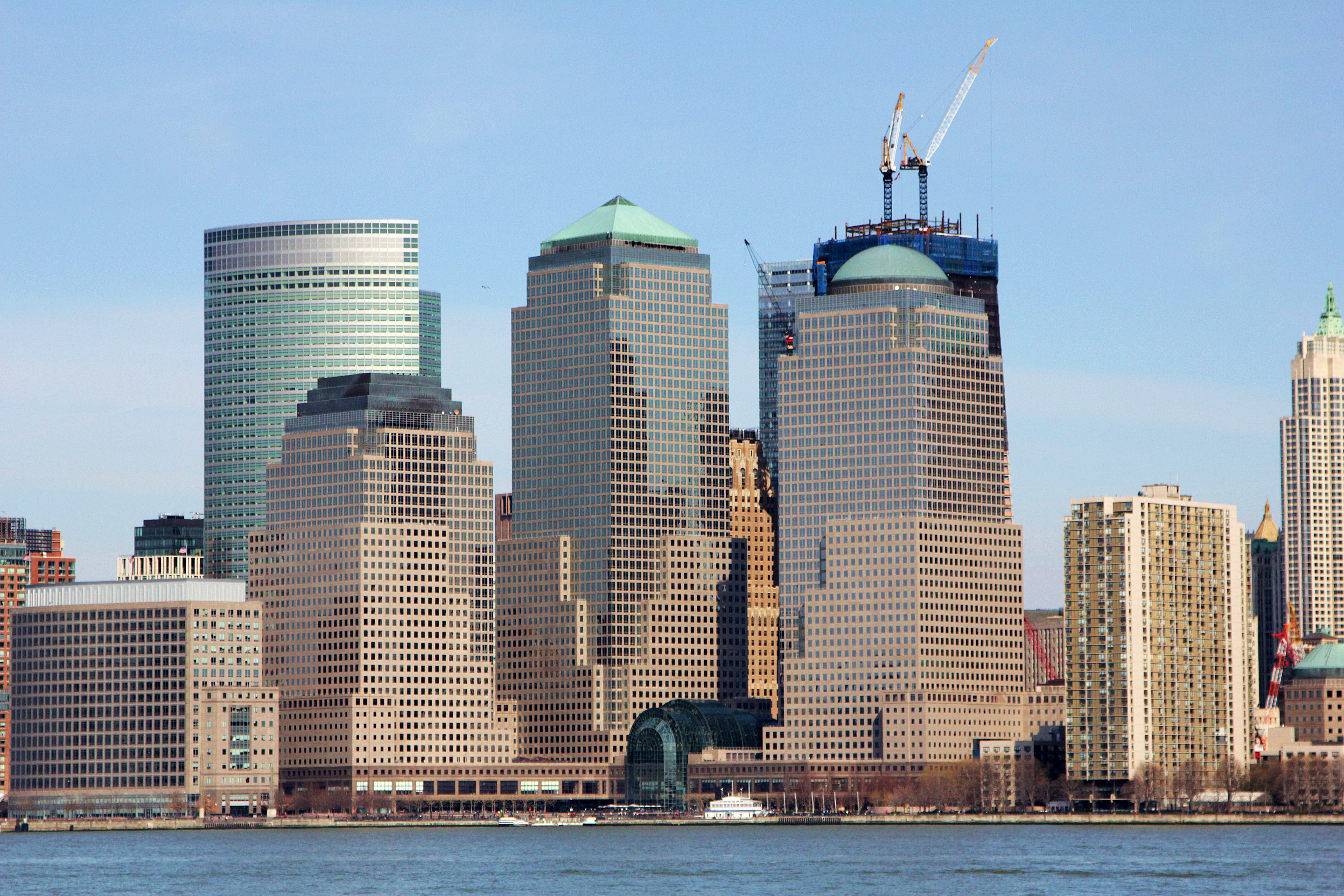
세계 금융 센터

브룩필드 플레이스(Brookfield Place), 예전 이름 세계 금융 센터(World Financial Center)는 미국 뉴욕 로어 맨해튼에 있는 여러 건물로 구성된 시설이다.

## 건물
- 200 리버티 스트리트 (구 원 월드 파이낸셜 센터)
- 225 리버티 스트리트 (구 투 월드 파이낸셜 센터)
- 200 베시 스트리트 (구 스리 월드 파이낸셜 센터)
- 250 베시 스트리트 (구 포 월드 파이낸셜 센터)
- 윈터 가든 아트리움